# ناحیه‌ها در فنلاند

فنلاند به ۶۹ ناحیه فرعی تقسیم شده‌است (فنلاندی: seutukunta , سوئدی: ekonomisk region). ناحیه فرعی توسط گروه‌هایی از شهرداری‌های فنلاند در ۱۹ منطقه فنلاند تشکیل شده‌اند. ناحیه‌های فرعی نشان‌دهنده یک سطح طبقه‌بندی واحدهای سرزمینی برای آمار است که برای نام‌گذاری واحدهای منطقه‌ای برای آمار استفاده می‌شود.
نواحی فرعی که بر اساس منطقه‌ها گروه‌بندی شده‌اند:

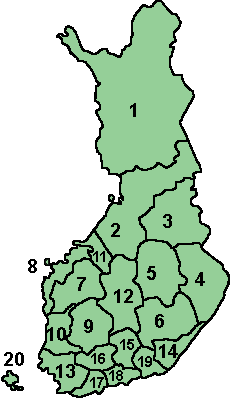

### لاپلند(۱)
- لاپلند شرقی
- ناحیه کیمی-تورنیو
- لاپلند شمالی
- ناحیه رووانیمی
- دره تورنه
- لاپلند کوهستانی

### استروبوتنیا شمالی(۲)
- کویلیسما
- ناحیه نیوالا-هاپایروی
- ناحیه اولو
- اولونکاری
- ناحیه راهه
- ناحیه سیکالاتوا
- ناحیه اولوویسکا

### کاینو(۳)
- ناحیه کایانی
- کهوس-کاینو

### کارلیای شمالی(۴)
- کارلیای مرکزی
- ناحیه یوئنسو
- پیلینن کارلیا

### ساوونیای شمالی(۵)
- ساوونیای داخلی
- ناحیه کوئوپیو
- ساوونیای شمال شرقی
- ساوونیای بالایی
- وارکاووس

### ساوونیای جنوبی(۶)
- ناحیه میکلی
- ناحیه پیئکسمکی
- ناحیه ساون‌لینا

### استروبوتنیا جنوبی(۷)
- یرویسه‌اوتو
- کوسیوکونات
- ناحیه سینه‌یوکی
- سووپهیا

### اوستروبوتنیا(۸)
- سوداستاربوتن
- ناحیه یاکوبستاد
- ناحیه واسا

### پیرکانما(۹)
- شمال غرب پیرکانما
- جنوب غرب پیرکانما
- پیرکانمای جنوبی
- ناحیه تامپره
- پیرکانمای بالا

### ساتاکونتا(۱۰)
- ساتاکونتای شمالی
- ناحیه پری
- ناحیه راوما

### استروبوتنیا مرکزی(۱۱)
- ناحیه کائوستینن
- ناحیه کوکولا

### فنلاند مرکزی(۱۲)
- ناحیه انکوسکی
- ناحیه یمسه
- ناحیه یوتسا
- ناحیه یووسکوله
- ناحیه کئورواو
- ناحیه ساری‌یروی-ویتاساری

### جنوب غرب فنلاند(۱۳)
- ناحیه لویما
- ناحیه سالو
- ناحیه تورکو
- واکا-سوئمی
- اوبولاند

### کارلیای جنوبی(۱۴)
- ناحیه ایماترا
- ناحیه لاپن‌رانتا

### پی‌ینه تاواستیا(۱۵)
- ناحیه لاهتی

### تاواستیای اصلی(۱۶)
- ناحیه فورسا
- ناحیه همن‌لینا
- ناحیه ریهی‌مکی

### اوسیما(۱۷ و ۱۸)
- ناحیه هلسینکی (هلسینکی بزرگ)
- ناحیه لوویسا
- ناحیه پوروو
- ناحیه راسه‌پوری

### کومن‌لاکسو(۱۹)
- ناحیه کوتکا-هامینا
- ناحیه کوولا

### جزایر الند(۲۰)
- مجمع الجزایر (آلند)
- حومه شهر (آلند)
- ناحیه ماریهان